# Gare de Senones
La gare de Senones était une gare ferroviaire française de la ligne d'Étival à Senones, située sur le territoire de la commune de Senones, dans le département des Vosges en Lorraine.

## Situation ferroviaire
Établie à 344 mètres d'altitude, la gare terminus de Granges était située au point kilométrique (PK) ... de la ligne d'Étival à Senones (désaffectée), après la gare fermée de Gare de Moyenmoutier. Elle était également l'origine de la ligne du Tramway de Moussey, avant la gare de La Petite-Raon.

## Histoire
Jusqu'en 1982, une ligne de chemin de fer permettait de relier la gare d'Étival-Clairefontaine à Senones via Moyenmoutier. Une autre ligne assurait autrefois la liaison Senones - Moussey.
Temps de parcours en juillet 1930 : Étival-Clairefontaine : 17 min, Moyenmoutier : 10 min, La Petite-Raon : 11 min, Moussey : 23 min.

## Service des voyageurs
Gare fermée.